# Comuna Kărdjali, Kărdjali
Kărdjali (în bulgară Кърджали) este o comună în regiunea Kărdjali, Bulgaria, formată din orașul Kărdjali și 115 de sate. 

## Localități componente

### Orașe
- Kărdjali

### Sate
| - Airovo - Bagra - Baștino - Beala Poleana - Bealka - Beli Plast - Blenika - Boino - Bojak - Bolearți - Broș - Ceganți - Cereșița - Cerna Skala - Cernovți - Ciflik - Cilik - Dobrinovo - Doliște - Dolna Krepost - Dăjdino - Dăjdovnița - Dăngovo - Enceț - Glavatarți - Gluhar - Gneazdovo - Goleama Bara - Gorna Krepost - Găskovo - Hodjovți - Iarebița - Iastreb - Ilinița - Ivanți - Jinzifovo - Jitarnik - Kalinka - Kaloianți | - Kamenarți - Kobileane - Kokice - Kokoșane - Konevo - Kosevo - Kostino - Kraino Selo - Krin - Krușevska - Krușka - Lisițite - Liuleakovo - Lăvovo - Maistorovo - Makedonți - Martino - Miladinovo - Most - Murgovo - Mădreț - Nenkovo - Nevestino - Ohliuveț - Opălcensko - Oreșnița - Ostrovița - Pancevo - Penovo - Pepeliște - Perperek - Petlino - Povet - Prilepți - Propast - Pădarți - Rani List - Rezbarți | - Ridovo - Rudina - Sedlovina - Sestrinsko - Sevdalina - Sipei - Skaliște - Skalna Glava - Skărbino - Snejinka - Sokoleane - Sokolsko - Soliște - Sredinka - Staro Measto - Strahil Voivoda - Strajevți - Stremovo - Stremți - Svatbare - Tatkovo - Topolceane - Tri Moghili - Veleșani - Visoka Poleana - Visoka - Vișegrad - Volovarți - Vărbenți - Zaicino - Zelenikovo - Zimzelen - Zvezdelina - Zvezden - Zvinița - Zvănce - Șiroko Pole - Țareveț |

## Demografie
Componența etnică a comunei Kărdjali
     Turci (49,32%)
     Nicio identificare (12,83%)
     Romi (1,5%)
     Bulgari (35,99%)
     Altele (0,33%)
La recensământul din 2011, populația comunei Kărdjali era de 67.460 locuitori. Nu există o etnie majoritară, locuitorii fiind turci (49,32%), bulgari (35,99%) și romi (1,5%). Pentru 12,83% din locuitori nu este cunoscută apartenența etnică.